# Орловка (Янаульский район)
Орло́вка (баш. Орловка) — село в Янаульском районе Республики Башкортостан Российской Федерации. Центр Орловского сельсовета.

## География

### Географическое положение
Находится по обоим берегам речки Буста. Расстояние до:
- районного центра (Янаул): 30 км,
- ближайшей ж/д станции (Янаул): 30 км.

## История
Починок Орловский возник в 1865 году на месте леса. Название его произошло от больших птиц, которые гнездились или пролетали по здешним местам.
В 1891 году построена церковь, в 1893 году открылась церковно-приходская школа.
В 1896 году в починке Орловский Черауловской волости VII стана Бирского уезда Уфимской губернии — 68 дворов и 326 жителей (192 мужчины, 134 женщины), зафиксированы часовня, хлебозапасный магазин и 2 торговые лавки.
В 1906 году — 490 человек.
По данным подворной переписи, проведённой в уезде в 1912 году, село Орловка входило в состав Орловского сельского общества Черауловской волости. В деревне имелось 64 хозяйства переселенцев-собственников (из них 3 безземельных), где проживало 457 человек (218 мужчин, 239 женщин). 1364,76 казённых десятин земли было куплено (из неё 3 сдано в аренду), 22,5 — арендовано. Посевная площадь составляла 555,32 десятины, из неё 49,1 % занимала рожь, 43,85 % — овёс, 4,8 % — греча, остальные культуры занимали 2,3 % посевной площади. Из скота имелось 204 лошади, 309 голов КРС, 474 овцы и 272 свиньи. 4 хозяйства держали 95 ульев пчёл. 6 человек занимались промыслами.
В 1920 году по официальным данным в селе той же волости 66 дворов и 419 жителей (167 мужчин, 252 женщины), по данным подворного подсчета — 465 русских в 70 хозяйствах.
В 1921 году была сильная засуха, много людей умерло от голода и болезней. В том же году образовался Орловский сельсовет. В 1926 году село относилось к Краснохолмской волости Бирского кантона Башкирской АССР.
Во второй половине 1929 года в селе создаётся колхоз.
В 1939 году в деревне Орловка, центре Орловского сельсовета Янаульского района — 654 жителя (296 мужчин, 358 женщин).
В 1952 году все пять колхозов в сельсовете объединились в колхоз им. Калинина. Имелись молочнотоварная ферма, телятник, водяная мельница и кузница.
В 1959 году в селе Орловка — 392 жителя (177 мужчин, 215 женщин).
В 1950—60-е годы работали маслобойка, шерстобитка, мельница грубого помола. В 1957 году начата электрификация села, в 1960—70-е годы село было газифицировано.
В 1970 году в селе Орловка жило 295 человек (125 мужчин, 170 женщин), в 1979 году — 275 жителей (112 мужчин, 163 женщины).
В 1982 году открылось новое здание сельского дома культуры (с библиотекой), в 1987 году построено здание средней школы (ныне — МБОУ ООШ с. Орловка).
В 1989 году — 330 человек (146 мужчин, 184 женщины).
В 1994 году открылось здание детского сада, где расположились также администрация сельсовета, ФАП и правление ООО «Орловская сельскохозяйственная компания».
В 2002 году — 340 человек (155 мужчин, 185 женщин), преобладают русские (48 %).
В 2010 году — 374 человека (175 мужчин, 199 женщин).

## Население
| 2002 | 2009 | 2010 |
| ---- | ---- | ---- |
| 340  | ↗355 | ↗374 |

## Галерея

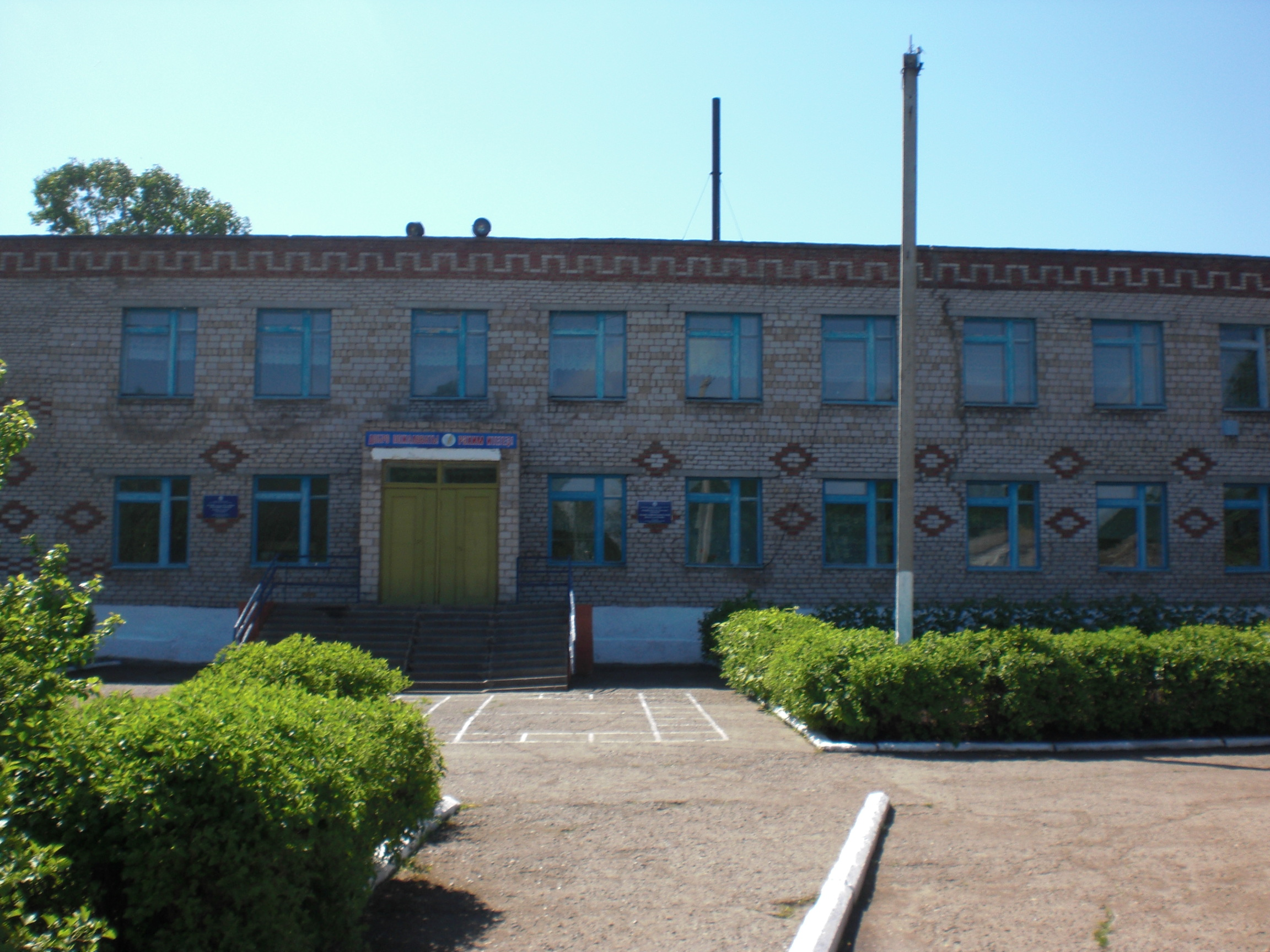
Основная школа
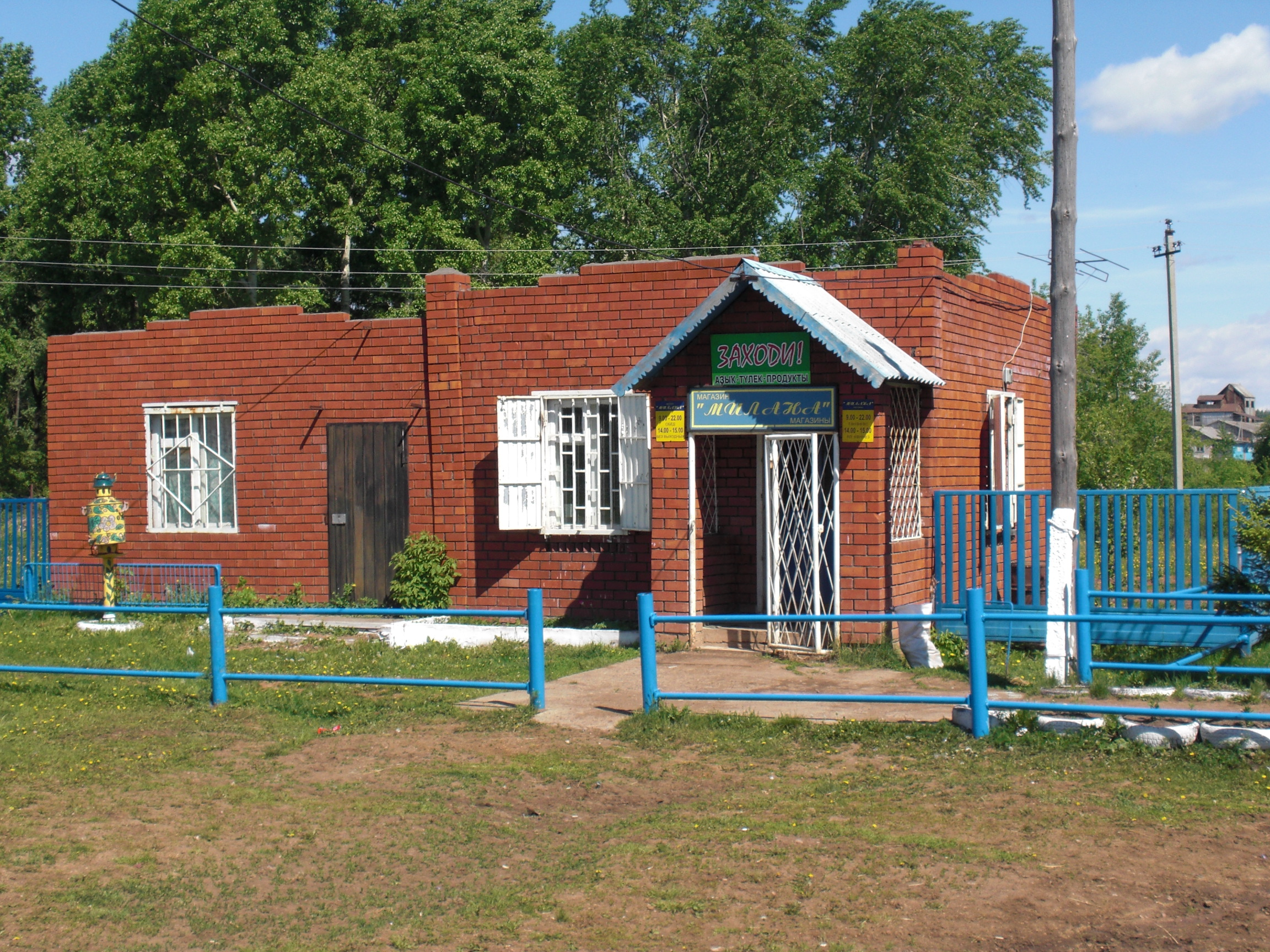
Магазин
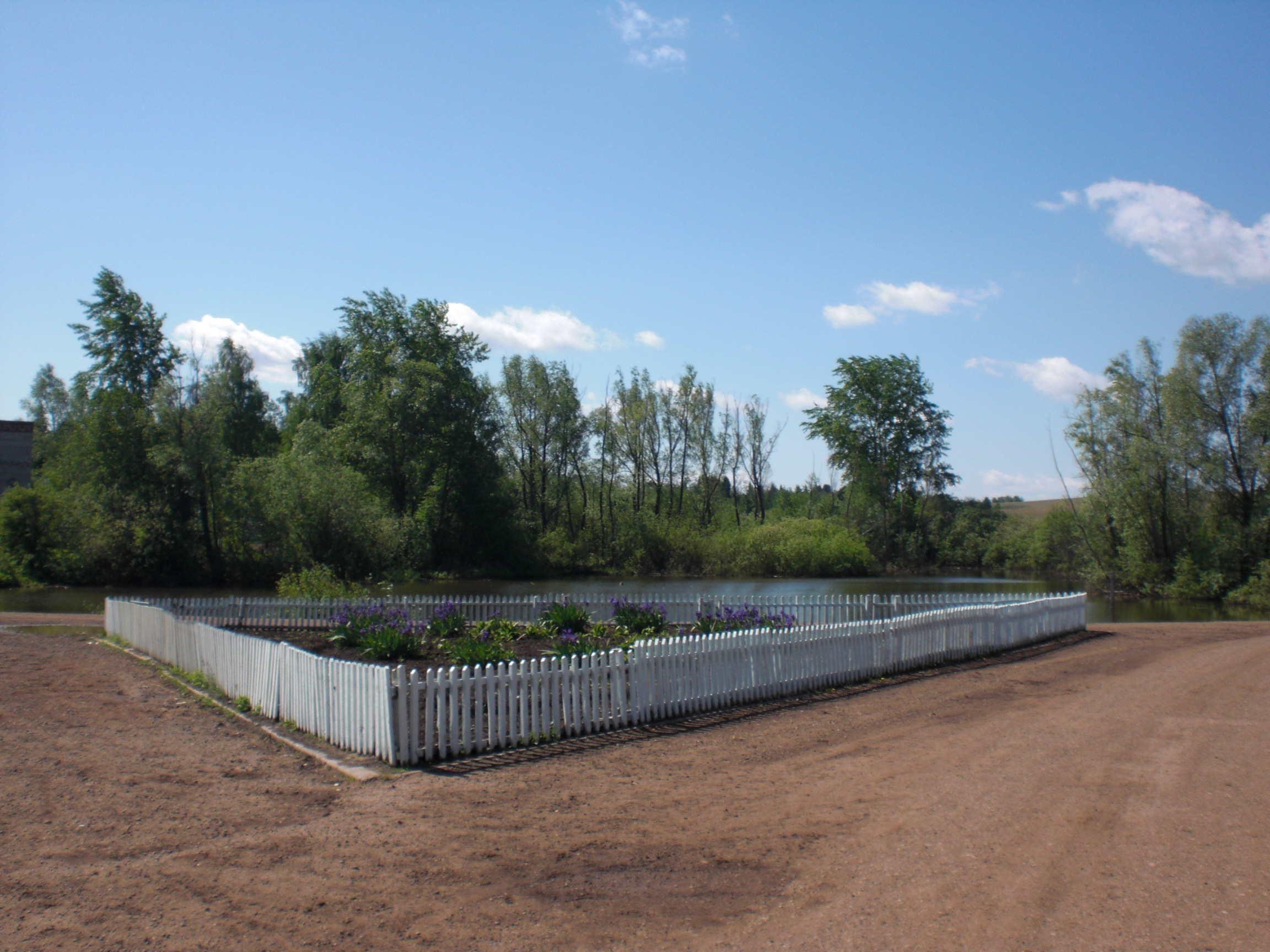
Центр села Орловка
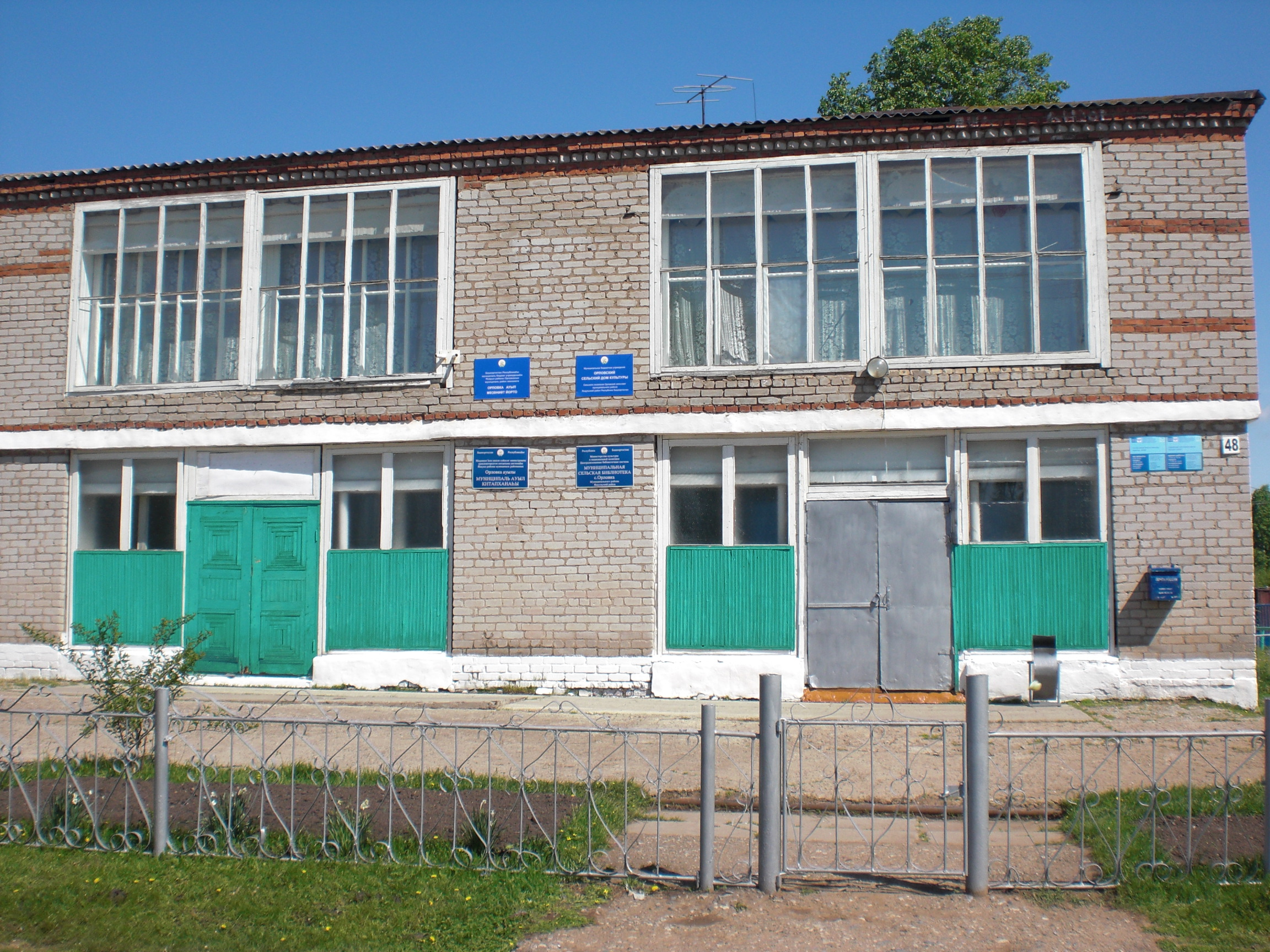
Сельский клуб
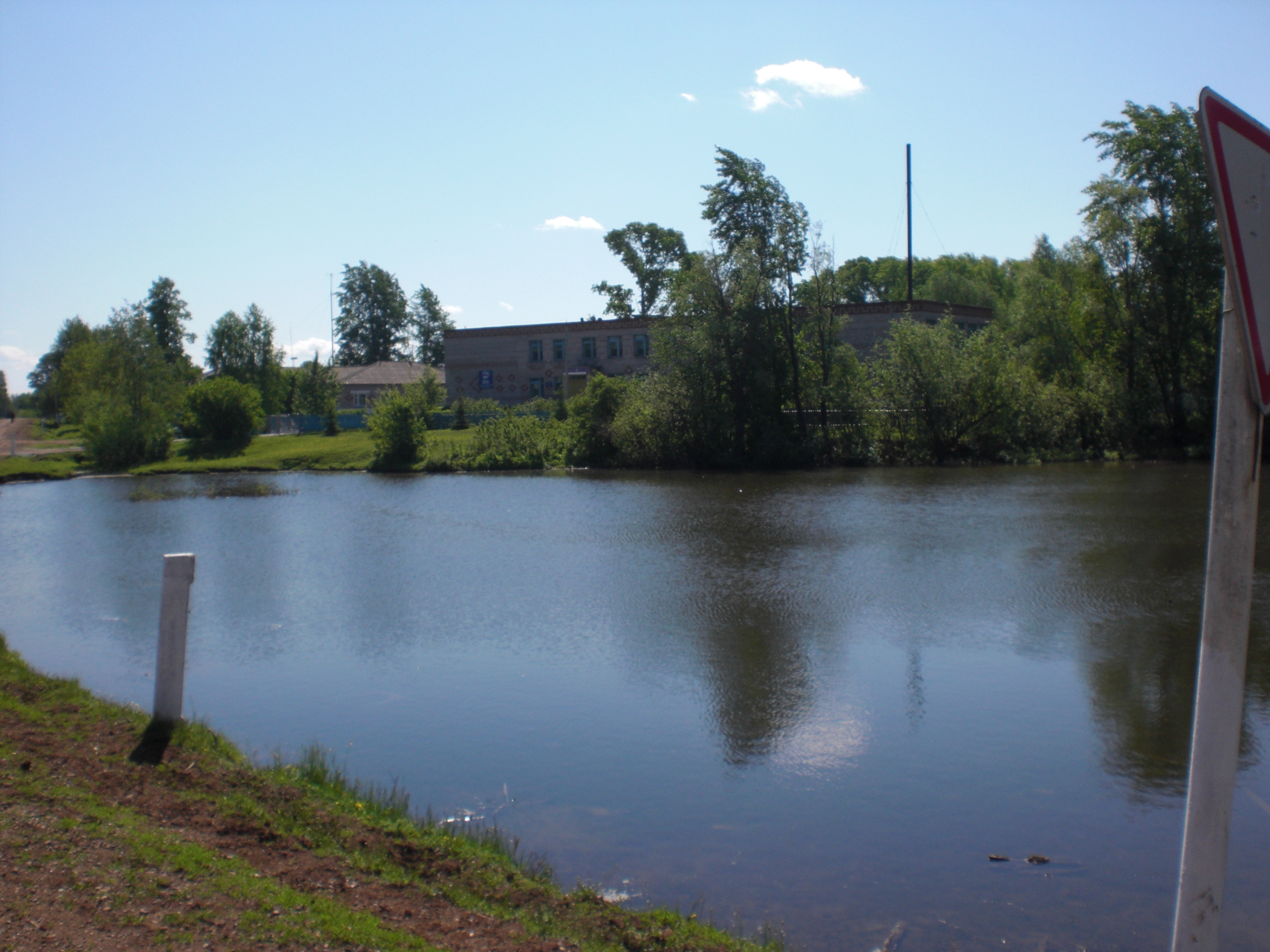
Пруд в центре села
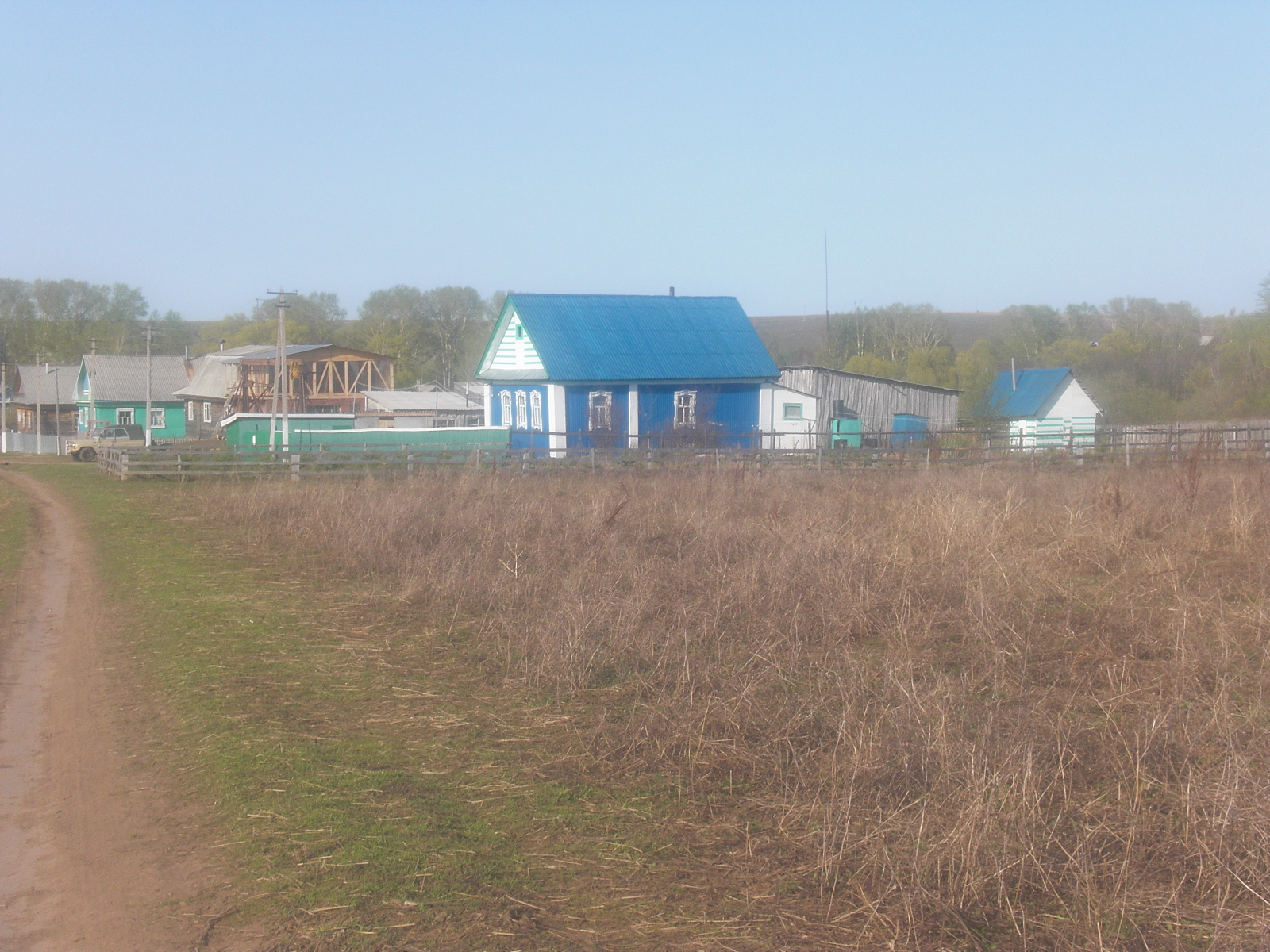
Новая улица
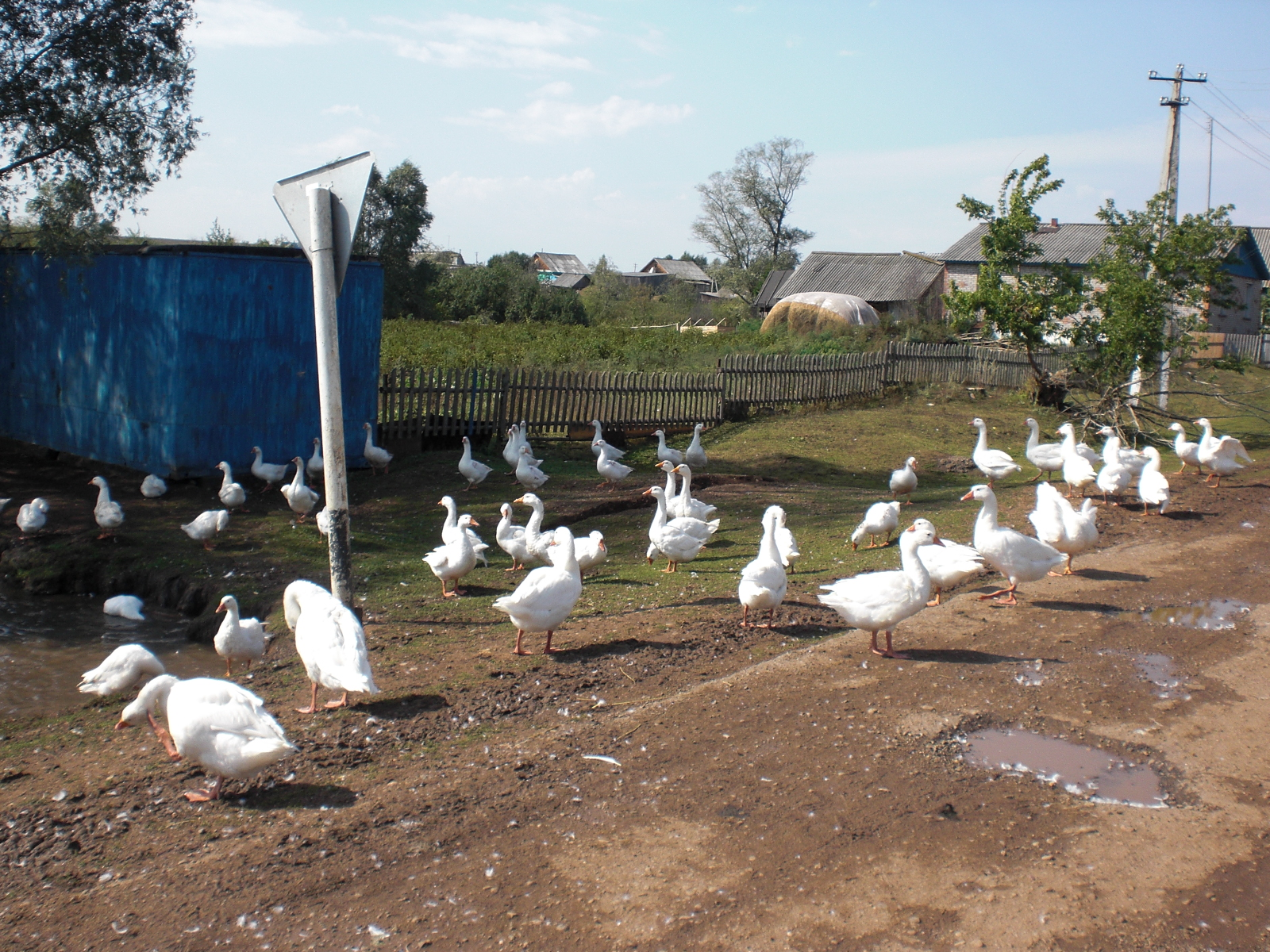
Жители Орловки разводят гусей